# Jacques Offenbach
Jacques Offenbach   (Colònia, 20 de juny de 1819 - París, 5 d'octubre de 1880), nascut Jakob Eberst Offenbach, fou un compositor i violoncel·lista alemany nacionalitzat francès, va ser un dels creadors de gènere de l'opereta i un precursor de la moderna comèdia musical.

## Biografia
Offenbach va nàixer a Colònia (Alemanya), fill d'Isaac Juda Eberst, un cantor de sinagoga, enquadernador, professor de música i compositor. Son pare va viure en l'època de l'Edicte Napoleònic que requeria que els jueus prengueren cognoms heretables. Com a violinista itinerant, va adoptar el nom d'Offenbach atès que aleshores ja era conegut per les audiències com a nadiu d'Offenbach am Main i anomenat "der Offenbacher". El seu fill va rebre el nom de "Jakob Offenbach", encara que més endavant el canviaria pel de "Jacques" en establir-se a França.
La família d'Offenbach es va traslladar a París l'any 1833 on el músic va continuar els estudis de violoncel. Va trobar treball com a violoncel·lista en l'orquestra de l'Opéra Comique, i va escriure algunes peces per a l'instrument. El 1844, es va convertir al catolicisme i va contraure matrimoni amb Herminie de Alcain. Va fugir a Alemanya amb la seua esposa i filla el 1848 per tal d'evitar la violència revolucionària francesa, però va tornar a França l'any següent, on esdevingué el músic més comunament associat al regnat de l'emperador Napoleó III. El 1850 va esdevenir director musical del Théâtre Français, però el 1855 va aconseguir tenir el seu propi teatre: el Bouffes-Parisiens del carrer de Monsigny, i va començar una llarga i reeixida carrera dedicada a l'opereta i a l'opéra-comique fins a la seua mort. Amb Orphée aux enfers (Orfeu als inferns) (1858) estableix un model d'opereta que farà servir en els seus posteriors treballs. Va treballar, entre d'altres amb els llibretistes Henri Meilhac i Halévy. Amb la caiguda de l'Imperi, els gustos van canviar i l'empresa d'Offenbach se'n va ressentir. Va crear el teatre de la Gaité, però va fer fallida. També va realitzar una gira pels Estats Units sense massa èxit.
El seu origen jueu i la procedència alemanya van ser utilitzats pels seus enemics per sembrar insinuacions (fins i tot de satanisme!) i crítiques sobre el seu estil, sobretot a partir de la guerra de 1870.
Les seves obres més populars a l'època continuen interpretant-se avui dia. Les obres més representades són: Orphée aux enfers, La vie parisienne, La Belle Hélène, La Périchole, La Grande-Duchesse de Gérolstein. Gaîté Parisienne és un ballet que sovint es pot escoltar a les sales de concert, es tracta d'un poutpourri basat en la música d'Offenbach arranjada i orquestrada per Manuel Rosenthal el 1938.
En una primera ullada les seues operetes semblen fer referència a personatges i episodis de l'antiguitat, però els seus arguments estan connectats amb la vida contemporània del Segon Imperi i la Tercera República i tracten de reflectir els seus defectes amb una bona dosi d'ironia. Segons Karl Krauss l'obra d'Offenbach compleix la funció de remeiar l'estupidesa de la vida, donar-li un respir a la raó i estimular l'activitat mental.
La darrera òpera d'Offenbach, Les Contes d'Hoffmann, més ambiciosa que les obres precedents, potser reflecteix l'eterna necessitat del còmic de ser considerat amb serietat. Aquesta òpera va quedar inacabada a la mort del compositor, el 1880, sent completada pel seu amic Ernest Guiraud i estrenada el 1881.
Offenbach està enterrat al Cimetière de Montmartre, París, França.
Un dels intèrprets favorits d'aquest compositor, fou el cantant belga instal·lat a París, José Dupuis (1831-1900).

## Offenbach i la crítica
En general Offenbach va ser un músic molt respectat per la crítica de l'època. Ja en la seva vessant com a solista del violoncel va obtenir crítiques positives, com la crònica del diari "Le Menestrel" del 8 d'abril de 1849 uns dies abans d'un concert: ".. el violoncel·lista Offenbach, el talent pintoresc per excel·lència, dona una cita el dimarts 17 d'aquest mes, a la sala Sainte-Cécile. Serà un concert veritablement notable".
En "La France Musical" del 25 de desembre de 1864, el cronista M. Escudier, valora de forma molt favorable l'estrena de "La Belle Hélène", amb aquestes paraules "...Offenbach, cal reconèixer-ho és una de les personalitats més estranyes, mes sorprenents que es puguin concebré..." i " ... la Belle Hélène sens dubte una de les seves millors obres..".
L'estrena de "Le Docteur Ox" sobre un text de Jules Verne, va ser valorada pel crític de "La Presse" (28 de gener de 1877) dient "... Offenbach s'ha esme-rat ... hi ha coses exquisides.."
Rossini el va definir com "el nostre petit Mozart dels Champs-Élysées". (Encyclopedia Britannica, 10 de juny de 2014).

## Obres
Offenbach va escriure 97 obres per als escenaris (94 de les quals van ser estrenades). La llista completa de les seues obres és:
- 1847, abril. L'alcôve
- Blanche
- La Duchesse d'Albe
- Le trésor à Mathurin (revisat com Le mariage aux lanternes)
- 1853, 28 octubre. Pépito
- Luc et Lucette
- Le décaméron, ou La grotte d'azur

1855
- 1855, 26 juny. Oyayaie, ou La reine des îles. 1 acte.
- 1855, 5 juliol. Entrez, Messieurs, Mesdames. Pròleg. Estrenada al Théâtre des Bouffes-Parisiens de París.
- 1955, 5 juliol. Un nuit blanche. 1 acte. Estrenada al Théâtre des Bouffes-Parisiens de París.
- 1855, 5 juliol. Les Deux aveugles. 1 acte. Estrenada al Théâtre des Bouffes-Parisiens de París.
- 1855, 5 juliol. Arlequin barbier. Pantomima. Estrenada al Théâtre des Bouffes-Parisiens de París.
- 1855, 30 juliol. Le Rêve d'une nuit d'été. 1 acte. Estrenada al Théâtre des Bouffes-Parisiens de París.
- 1855, 30 juliol. Pierrot clown. Pantomima. Estrenada al Théâtre des Bouffes-Parisiens de París.
- 1855, 31 agost. Le Violoneux. 1 acte. Estrenada al Théâtre des Bouffes-Parisiens de París.
- 1855, 31 agost. Polichinelle dans le monde. Pantomima. Estrenada al Théâtre des Bouffes-Parisiens de París.
- 1855, 31 agost. Madame Papillon. 1 acte. Estrenada al Théâtre des Bouffes-Parisiens de París.
- 1855, 29 octubre. Paimpol et Périnette. 1 acte. Estrenada al Théâtre des Bouffes-Parisiens de París.
- 1855, 29 desembre. Ba-ta-clan. 1 acte. Estrenada al Théâtre des Bouffes-Parisiens de París.

1856
- 1856, 19 gener. Elodie ou le Forfait nocturne. 1 acte. Estrenada al Théâtre des Bouffes-Parisiens de París.
- 1856, 9 febrer. Un Postillon en gage. 1 acte. Estrenada al Théâtre des Bouffes-Parisiens de París.
- 1856, 3 abril. Tromb-al-ca-zar, ou Les criminels dramatiques. 1 acte. Estrenada al Théâtre des Bouffes-Parisiens de París.
- 1856, 12 juny. La Rose de Saint-Flour. 1 acte. Estrenada al Théâtre des Bouffes-Parisiens de París.
- 1856, 12 juny. Les Dragées du baptême. 1 acte.
- 1856, 31 juliol. Le 66. 1 acte.
- 1856, 23 setembre. Le Savetier et le Financier. 1 acte. Estrenada al Théâtre des Bouffes-Parisiens de París.
- 1856, 23 setembre. La Bonne d'enfant(s). 1 acte. Estrenada al Théâtre des Bouffes-Parisiens de París.

1857
- 1857, 15 gener. Les Trois baisers du diable. 1 acte. Estrenada al Théâtre des Bouffes-Parisiens de París.
- 1857, 12 febrer. Croquefer, ou Le dernier des paladins. 1 acte. Estrenada al Théâtre des Bouffes-Parisiens de París.
- 1857, 30 abril. Dragonette. 1 acte. Estrenada al Théâtre des Bouffes-Parisiens de París.
- 1857, 16 maig. Vent du soir, ou L'Horrible festin. 1 acte. Estrenada al Théâtre des Bouffes-Parisiens de París.
- 1857, 27 juliol. Une Demoiselle en loterie. 1 acte. Estrenada al Théâtre des Bouffes-Parisiens de París.
- 1857, 10 octubre. Le Mariage aux lanternes. 1 acte. Estrenada al Théâtre des Bouffes-Parisiens de París.
- 1857, 16 novembre. Les Deux pêcheurs, ou Le lever du soleil. 1 acte. Estrenada al Théâtre des Bouffes-Parisiens de París.

1858
- 1858, 3 març. Mesdames de la Halle. 1 acte. Estrenada al Théâtre des Bouffes-Parisiens de París.
- 1858, 19 abril. La Chatte metamorphosée en femme. 1 acte. Estrenada al Théâtre des Bouffes-Parisiens de París.
- 1858. 21 octubre. Orfeu als inferns (Orphée aux enfers). 2 actes. Estrenada al Théâtre des Bouffes-Parisiens de París.

1859
- 1859, 22 juny. Le mari à la porte. 1 acte. Estrenada al Théâtre des Bouffes-Parisiens de París.
- 1859, 6 juliol. Les Vivandières de la Grande-armée. 1 acte. Estrenada al Théâtre des Bouffes-Parisiens de París.
- 1859, 19 novembre. Geneviève de Brabant. 2 acte. Estrenada al Théâtre des Bouffes-Parisiens de París.

1860
- 1860, 4 febrer. Le Carnaval des revues. 1 acte. Estrenada al Théâtre des Bouffes-Parisiens de París.
- 1860, 27 març. Daphnis et Chloé (opereta). 1 acte. Estrenada al Théâtre des Bouffes-Parisiens de París.
- 1860, 7 abril. La Symphonie. 1 acte. Estrenada al Théâtre des Bouffes-Parisiens de París.
- 1860, 26 novembre. Le Papillon. Ballet.
- 1860, 24 desembre. Barkouf (revisada com Boule de neige)

1861
- 1861, 5 gener. Le Chanson de Fortunio. 1 acte. Estrenada al Théâtre des Bouffes-Parisiens de París.
- 1861, 25 gener. Les Musiciens de l'orchestre. 1 acte. Estrenada al Théâtre des Bouffes-Parisiens de París.
- 1861, 23 març. Le Pont des soupirs. 2 actes. Estrenada al Théâtre des Bouffes-Parisiens de París.
- 1861, 14 setembre. M. Choufleuri restera chez lui le.. .. 1 acte. Estrenada al Théâtre des Bouffes-Parisiens de París.
- 1861, 17 octubre. Apothicaire et Perruquier. 1 acte. Estrenada al Théâtre des Bouffes-Parisiens de París.
- 1861, 10 desembre. Le Roman comique. 3 actes. Estrenada al Théâtre des Bouffes-Parisiens de París.

1862
- 1862, 11 gener. Monsieur et Madame Denis. 1 acte. Estrenada al Théâtre des Bouffes-Parisiens de París.
- 1862, 23 març. Le Voyage de MM. Dunanan père et fils. 3 acte. Estrenada al Théâtre des Bouffes-Parisiens de París.
- 1862, 14 octubre. Jacqueline. 1 acte. Estrenada al Théâtre des Bouffes-Parisiens de París.
- 1862, agost. Les bavards (també representada com "Bavard et Bavarde" i "Die Schwätzerin von Saragossa"). 2 actes. Estrenada a Ems. El 20 de febrer de 1863 s'estrenà al Théâtre des Bouffes-Parisiens de París.

1863
- 1863, 4 febrer. Rheinixe. 3 actes. Estrenada a Viena.
- 1863, 9 maig. Le Brésilien. 1 acte.
- 1863. Lischen et Fritzchen. 1 acte. Estrenada a l'Ems. L'estrena al Théâtre des Bouffes-Parisiens fou el 5 de gener de 1864.

1864
- 1864, 5 gener. L'Amour chanteur. 1 acte. Estrenada al Théâtre des Bouffes-Parisiens de París.
- 1864, 13 gener. Il Signor Fagotto. 1 acte. Estrenada al Théâtre des Bouffes-Parisiens de París.
- 1864, 4 febrer. Les Fées du Rhin. 3 actes. Estrenada al Kärntnertortheater de Viena.
- 1864, 16 març. Les Géorgiennes. 3 actes. Estrenada al Théâtre des Bouffes-Parisiens de París.
- 1864, 17 desembre. La Belle Hélène. 3 actes. Estrenada al Théâtre des Variétés de París.

1865
- 1865, 24 juliol. Coscoletto, ou Le lazzarone
- 1865, 21 setembre. Les refrains des bouffes
- 1865, 3 novembre. Jeanne qui pleure et Jean qui rit
- 1865, 11 desembre. Les bergers

1866
- 1866, 5 febrer. Barbe-bleue
- 1866, 31 octubre. La Vie parisienne

1867
- 1867, 12 abril. La Grande-Duchesse de Gérolstein
- 1867, 4 setembre. La Permission de dix heures (també representada com Urlaub nach dem Zapfenstreich)
- 1867, 23 novembre. Robinson Crusoé

1868
- 1868, 6 maig. Le Château à Toto
- 1868, 24 juliol. Le fifre enchanté, ou Le soldat magicien
- 1868, 30 setembre. L'Île de Tulipatan
- 1868, 6 octubre. La Périchole. 2 actes

1869
- 1869, 10 març. Vert-Vert
- 1869, 22 març. La Diva
- 1869, 7 desembre. La Princesse de Trébizonde
- 1869, 10 desembre. Les Brigands
- 1869, 11 desembre. La Romance de la rose

1871
- 1871, 14 desembre. Boule de neige.

1872
- 1872, 15 gener. Le roi Carotte. 4 actes
- 1872, 18 gener. Fantasio. 3 actes
- 1872, març. Fleurette (també representada com Fleurette, oder Trompeter und Näherin)
- 1872, 21 setembre. Le Corsaire noir (també representada com Der schwarze Corsar)

1873
- 1873, 20 gener. Les Braconniers
- 1873, 17 juny. La Leçon de chant
- 1873, 4 setembre. La Permission de 10 heures
- 1873, 4 setembre. Pomme d'api
- 1873, 31 octubre. Madame l'Archiduc
- 1873, 29 novembre. La Jolie parfumeuse

1874
- 1874, 7 febrer. Orphée aux Enfers. 4 actes.
- 1874, 25 abril. La Périchole (Nova versió)
- 1874, 21 maig. Bagatelle
- 1874, 5 desembre. La Haine.

1875
- 1875, 2 gener. Whittington et son chat (també representada com Le chat du diable)
- 1875, 22 abril. Le Hannetons
- 1875, 19 octubre. La Boulangère a des écus
- 1875, 26 octubre. Le Voyage dans la lune
- 1875, 3 novembre. La Créole
- 1875, 14 desembre. Tarte à la crême

1876
- 1876, 14 octubre. Pierrette et Jacquot
- 1876, 3 novembre. La Boîte au lait

1877
- 1877, 26 gener. Le Docteur Ox
- 1877, 10 febrer. La Foire Saint-Laurent

1878
- 1878, 13 març. Maître Péronilla
- 1878, 28 desembre. Madame Favart

1879
- 1879, 13 gener. La Marocaine
- 1879, 13 desembre. La Fille du tambour-major

1880
- 1880, 30 octubre. Belle Lurette

1881
- 1881, 10 febrer. Les Contes d'Hoffmann (Els contes de Hoffmann)
- 1881, 10 maig. Mam'zelle Moucheron.
- La baguette (Fédia)
- La leçon de chant électromagnétique
- Les fées du Rhin (també representada com Die Rheinnixen)

## Fragment musical
- Can-Can (Orfeu als inferns). Interpretat a l'acordió per R. Liraz Arxivat 2007-01-11 a Wayback Machine.